# سیارک ۱۶۹۸۴
سیارک ۱۶۹۸۴ (به انگلیسی: 16984 Veillet، نامگذاری:1999AA25) شانزده هزار و نهصد و هشتاد و چهارمین سیارک کشف شده‌است که در ۱۵ ژانویه ۱۹۹۹ کشف شد.
قدر مطلق سیارک برابر ۱۴.۱ است.